# Montes Chersky
Os montes Chersky (em russo:  Хребет Черского; transliterado: Jrebet Tcherskogo) são uma cordilheira montanhosa do nordeste da Rússia, localizada na Sibéria Oriental, entre o rio Yana e o rio Indigirka.

## Geografia
Los montes Chersky estendem-se por cerca de 1000 km, sendo a cordilheira orientada na direção NO-SE, com a parte principal na república de Sakha (Iacútia) e uma pequena parte, a sul, no oblast de Magadan. 
Os montes Chersky são cruzados pelo círculo polar ártico, e fazem parte das montanhas da Sibéria Oriental situadas a norte do mar de Laptev. O maciço está rodeado, a nordeste, pela planície da Sibéria Oriental e a leste pelas montanhas Moma; para sudeste a cordilheira desaparece pouco a pouco no mar de Okhotsk, e as últimas ramificações meridionais chegam até à região costeira de Magadan; a sudoeste, estendem-se até ao vale do rio Yana e à meseta Oïmiakon e montanhas Verkhoyansk. 
Nos Chersky nascem alguns dos grandes rios da Sibéria Oriental, como o rio Kolyma e o rio Tompo.
O monte mais alto é o monte Pobeda com 3147 metros. 
Os montes Chersky, juntamente com a vizinha cordilheira Verkhoyansk, têm efeito moderador sobre o clima da Sibéria. As vertentes obstruem o movimento das correntes de ar de oeste, diminuindo a quantidade de neve que cai nas planícies a oeste.
Na região há importantes jazidas de minerais metalíferos, sobretudo de ouro e estanho.

## História
Os montes Chersky foram descobertos em 1926 por Serguei Óbruchev (filho do geólogo russo Vladímir Óbruchev), que os designou em homenagem ao explorador, geólogo e geógrafo russo de origem polaca Jan Czersky (1845–1892), que encabeçou uma das primeiras expedições científicas na região.

## Geologia
Do ponto de vista geológico, o maciço fica na fronteira entre duas placas tectónicas, a placa Euroasiática e a placa Norte-americana.